# Affaire Jobic
L'affaire Jobic concerne l'enquête effectuée à l'encontre d'Yves Jobic, commissaire de police français, à la fin des années 1980. Le policier, soupçonné de corruption et de proxénétisme et placé en détention provisoire, est blanchi des soupçons pesant sur lui.

## Déroulement de l’affaire
Le commissaire Yves Jobic, âgé de 30 ans en 1986, est chef des unités de recherche de la première division de police judiciaire (DPJ) de Paris.
Deux personnes placées sur écoutes téléphoniques, Jean Moustapha et un dénommé Boured, font l'objet d'une enquête par un juge d'instruction du tribunal de Nanterre, Jean-Michel Hayat. Ces deux hommes semblent être au centre d'un trafic de stupéfiants mettant en cause deux bars, La Palmeraie et Le Milord.
Les retranscriptions téléphoniques laissant penser que le commissaire Yves Jobic a pu profiter de l'argent de prostituées, le commissaire est inculpé de corruption et de proxénétisme aggravé en novembre 1987.
En juin 1988, deux proches du commissaire étant inculpés de subornation de témoin, Yves Jobic est placé en détention provisoire par Jean-Michel Hayat le 22 juin 1988, sur la foi de témoignages, qui s'avèreront mensongers, de trois prostituées et de leur proxénète.
Le commissaire se défend en indiquant avoir voulu protéger l'un de ses indicateurs. Il explique aussi avoir arrêté plusieurs proxénètes : les auditions de plusieurs prostituées viseraient à le discréditer et à le déstabiliser.
Aucun élément matériel concret ne venant donner du crédit aux soupçons portés à son encontre, le commissaire Jobic est remis en liberté par la chambre de l'instruction le 7 juillet 1988.
En 1989, il est lavé de tous soupçons. La commission spécialisée de la Cour de cassation chargée de l'indemnisation considère, en novembre 1990, qu'il est « victime d'une incarcération abusive et d'un préjudice particulièrement anormal et grave ». Il obtient une indemnité de 150 000 francs pour avoir été détenu à tort.
Pour Le Parisien, l’affaire fut en réalité : « Un bras de fer entre policiers et magistrats « de gauche ». »

## Ouvrage sur l'affaire Jobic
- Roger Le Taillanter, Commissaire Jobic, Paris, Éditions de Fallois, 16 janvier 1991, 403 p. (ISBN 978-2724253665)
- Yves Jobic, Les secrets de l'antigang, Paris, Plon, 20 octobre 2022, 464 p. (ISBN 978-2259313834)